# Tomasz Dziuli
Tomasz Dziuli herbu własnego (zm. przed 8 września 1744 roku) – podczaszy wiślicki od 1736 roku, podstoli stężycki w latach 1726–1736.
Jako deputat podpisał pacta conventa Stanisława Leszczyńskiego w 1733 roku.